# Johann Jacob Rothhan
Johann Jacob Rothhan (auch Rothan) (* 11. April 1748 in Frankfurt am Main; † 15. Januar 1820 ebenda) war ein Politiker der Reichsstadt und der Freien Stadt Frankfurt.
Johann Jacob Rothhan studierte ab dem 15. April 1768 Rechtswissenschaften an der Universität Göttingen, wo er 1772 disputierte. Nach dem Studium war er Advokat in Frankfurt, wo er 1787 Archivargehilfe ohne Besoldung und 1789 Ratsschreiber wurde. 1792 wurde er als Senator in den Rat gewählt und stieg 1816 zum Schöff auf. 1818 wurde er auch Rat am Appellationsgericht Frankfurt am Main.